# Team Sydhavsøerne
Team Sydhavsøerne ist eine Handballspielgemeinschaft aus der dänischen Lolland Kommune. Die erste Herrenmannschaft gehört derzeit der zweitklassigen 1. division an.
Der Spielgemeinschaft entstand 2003 durch den Zusammenschluss der Herrenmannschaften des Rødby Håndboldklub sowie des Håndboldklubben Maribo/Hunseby und startete zunächst in der drittklassigen 2. Division. 2005 gelang erstmals der Aufstieg in die 1. Division, der man – nach einem zwischenzeitlichen Abstieg – seit der Saison 2009/10 durchgängig angehört. 2013 nahm das Team als Drittplatzierter erstmals an der Aufstiegsrunde zur Håndboldligaen teil, belegte dort allerdings den letzten Platz. 2014 qualifizierte sich die Spielgemeinschaft erneut für die Aufstiegsspiele und erreichte diesmal die Relegation um den letzten freien Platz in der höchsten dänischen Spielklasse. Gegen den Ligakonkurrenten Lemvig-Thyborøn Håndbold, den man in der regulären Saison noch hinter sich lassen konnte, endeten die Spiele jeweils unentschieden, so dass ein weiteres Entscheidungsspiel zwischen den beiden Mannschaften angesetzt wurde. Sydhavsøerne verlor dieses in eigener Halle mit 25:26.
Die Heimspiele werden in der Regel in der  BorderShop Arena in Maribo ausgetragen. Neben zwei Herrenmannschaften umfasst die Spielgemeinschaft zwischen den beiden Stammvereinen in der Saison 2015/16 auch mehrere Mannschaften im männlichen Jugendbereich.

## Saisonbilanzen seit 2010
| Saison  | Ligazugehörigkeit | Platz | S  | U | N  | Tore    | Punkte |
| ------- | ----------------- | ----- | -- | - | -- | ------- | ------ |
| 2010/11 | 1. Division       | 8.    | 12 | 2 | 12 | 721:708 | 26:26  |
| 2011/12 | 1. Division       | 8.    | 12 | 3 | 11 | 694:671 | 27:25  |
| 2012/13 | 1. Division       | 3.    | 19 | 1 | 6  | 724:614 | 39:13  |
| 2013/14 | 1. Division       | 3.    | 15 | 2 | 7  | 668:596 | 32:16  |
| 2014/15 | 1. Division       | 7.    | 13 | 3 | 10 | 685:660 | 29:23  |
| 2015/16 | 1. Division       | 5.    | 15 | 0 | 11 | 627:610 | 30:22  |
| 2016/17 | 1. Division       | 4.    | 16 | 3 | 7  | 690:623 | 35:17  |
| 2017/18 | 1. Division       | 7.    | 14 | 1 | 11 | 714:676 | 29:23  |
| 2018/19 | 1. Division       | 3.    | 17 | 0 | 9  | 729:663 | 34:18  |

| Legende |                                                                  |
|         | Spielzeit mit Teilnahme an der Aufstiegsrunde zur Håndboldligaen |